# Tufts Jumbos football 1874-1879
Nelle stagioni che vanno dal 1874 al 1879, i Tufts Jumbos football, rappresentanti la Tufts University hanno giocato complessivamente cinque gare, scendendo in campo nel 1875 e nel 1877.

## 1874
La prima partita che il pubblico moderno avrebbe più facilmente riconosciuto come football americano avvenne sei anni dopo la prima partita tra Rutgers e College of New Jersey e si giocò tra la Università di Harvard e la Università di Tufts, il 4 giugno 1875. Harvard in quel periodo stava cercando di allontanarsi dal tipo di football che adottavano molte scuole, preferendo atenei con regole più simili alle loro. La gara usualmente viene conteggiata nella stagione precedente, quella del 1874, in quanto giocata prima dell'autunno.
| 06-04-1875           | at Harvard* | Cambridge, MA | W 1-0 |
| *Gare non-conference |             |               |       |

## 1875
| 10-27-1875           | Harvard* | Medford | L 0-1 |
| *Gare non-conference |          |         |       |

## 1876
Tufts non disputò gare in questa stagione.

## 1877
| 10-23-1877           | Harvard*    | Medford       | L 0-3 |
| 11-03-1877           | at Yale*    | New Haven, CT | L 0-1 |
| 11-14-1877           | at Amherst* | Amherst, MA   | T 0-0 |
| *Gare non-conference |             |               |       |

## 1878
Tufts non disputò gare in questa stagione.

## 1879
Tufts non disputò gare in questa stagione.